# Purav Raja
Purav Raja (Mumbai, 7 dicembre 1985) è un tennista indiano.
Specialista del doppio, ha vinto in carriera due titoli nel circuito maggiore, diversi altri nell'ATP Challenger Tour e il suo miglior ranking ATP è il 52º posto del luglio 2017. Nelle prove del Grande Slam ha raggiunto due volte il terzo turno. Ha fatto il suo esordio nella squadra indiana di Coppa Davis nel 2013. È inattivo dalla fine del 2023.

## Statistiche

### Doppio

#### Vittorie (2)
| Legenda doppio            |
| Grande Slam (0)           |
| ATP World Tour Finals (0) |
| ATP Masters 1000 (0)      |
| ATP World Tour 500 (0)    |
| ATP World Tour 250 (2)    |

| N. | Data           | Torneo                    | Superficie | Compagno     | Avversari in Finale                  | Punteggio      |
| 1. | 20 luglio 2013 | Colombia Open, Bogotà     | Cemento    | Divij Sharan | Édouard Roger-Vasselin Igor Sijsling | 7–6(4), 7–6(3) |
| 2. | 13 agosto 2016 | Los Cabos Open, Los Cabos | Cemento    | Divij Sharan | Jonathan Erlich Ken Skupski          | 7–6(4), 7–6(3) |

#### Finali perse (2)
| Legenda doppio            |
| Grande Slam (0)           |
| ATP World Tour Finals (0) |
| ATP Masters 1000 (0)      |
| ATP World Tour 500 (0)    |
| ATP World Tour 250 (2)    |

| N. | Data           | Torneo                   | Superficie  | Compagno       | Avversari in Finale                 | Punteggio |
| 1. | 17 luglio 2011 | Zagreb Indoors, Zagabria | Cemento (i) | Fabrice Martin | Marin Draganja Henri Kontinen       | 4–6, 4–6  |
| 2. | 8 gennaio 2017 | Chennai Open, Chennai    | Cemento     | Divij Sharan   | Rohan Bopanna Jeevan Nedunchezhiyan | 3–6, 4–6  |

## Risultati in progressione
| Sigla | Risultato               |
| ----- | ----------------------- |
| V     | Vincitore               |
| F     | Finalista               |
| SF    | Semifinalista           |
| O     | Oro olimpico            |
| A     | Argento olimpico        |
| SF    | Bronzo olimpico         |
| QF    | Quarti di Finale        |
| 4T    | Quarto turno            |
| 3T    | Terzo turno             |
| 2T    | Secondo turno           |
| 1T    | Primo turno             |
| RR    | Round Robin             |
| LQ    | Turno di qualificazione |
| A     | Assente                 |
| ND    | Non disputato           |

| Legenda superfici    |
| -------------------- |
| Cemento              |
| Terra battuta        |
| Erba                 |
| Superficie variabile |

### Doppio
| Tornei Grande Slam         |     |     |               |               |               |     |               |               |               |               |     |     |      |
| Australian Open, Melbourne | A   | A   | A             | A             | A             | A   | 1T            | 3T            | A             | A             | A   | A   | 2-2  |
| Roland Garros, Parigi      | A   | A   | A             | A             | A             | 1T  | 3T            | 1T            | A             | A             | A   | A   | 2-3  |
| Wimbledon, Londra          | Q1  | A   | 1T            | 1T            | 1T            | Q1  | 2T            | 1T            | 1T            | ND            | A   | A   | 1-6  |
| US Open, New York          | A   | A   | A             | A             | A             | A   | 2T            | 1T            | A             | A             | A   |     | 1-2  |
| Vittorie-Sconfitte         | 0-0 | 0-0 | 0-1           | 0-1           | 0-1           | 0-1 | 4-4           | 2-4           | 0-1           | 0-0           | 0-0 | 0-0 | 6-13 |
| Giochi Olimpici            |     |     |               |               |               |     |               |               |               |               |     |     |      |
| Giochi Olimpici            | ND  | A   | Non disputati | Non disputati | Non disputati | A   | Non disputati | Non disputati | Non disputati | Non disputati | A   | ND  | 0-0  |
| Vittorie-Sconfitte         | ND  | 0-0 | Non disputati | Non disputati | Non disputati | 0-0 | Non disputati | Non disputati | Non disputati | Non disputati | 0-0 | ND  | 0-0  |